# بهرام عظیم‌پور
بهرام عظیم‌پور (زاده ۲۸ تیر ۱۳۳۸، تهران) کارگردان و فیلم‌نامه‌نویس سینما، تئاتر و تلویزیون اهل ایران است.

## زندگی
وی دانش‌آموختهٔ دانشکدهٔ هنرهای زیبای دانشگاه تهران با مدرک کارشناسی‌ارشد ادبیات نمایشی و لیسانس کارگردانی هنرهای نمایشی است.
از سال ۱۳۶۸ فعالیت‌اش را در زمینهٔ سینمای داستانی آغاز کرد در حالی که فعالیت‌های تئاتری‌اش را پیش‌تر و از سال ۱۳۶۷ شروع کرده بود. در ادامهٔ کارهای هنری‌اش، فعالیت در سینمای مستند را نیز از سال ۱۳۷۳ به شکل جدی و پی‌گیر دنبال کرد.
- عضو پیوستهٔ انجمن مستندسازان سینمای ایران (خانه سینما).
- عضو هیئت‌مدیره و نایب رئیس انجمن مستندسازان سینمای ایران (خانه سینما) از ۱۳۸۷ تا ۱۳۸۹.
- عضو هیئت‌مدیره و نایب رئیس انجمن مستندسازان سینمای ایران (خانه سینما) از ۱۳۹۲ تا کنون.

## فعالیت در سینمای داستانی
- در کوچه‌های عشق (خسرو سینایی) دستیار اول کارگردان، برنامه‌ریز و انتخاب بازیگر ۱۳۶۸
- از کرخه تا راین (ابراهیم حاتمی‌کیا) دستیار اول کارگردان، انتخاب بازیگر و بازی‌گردان ۱۳۷۰
- خاکستر سبز (ابراهیم حاتمی‌کیا) دستیار اول کارگردان، انتخاب بازیگر و بازی‌گردان ۱۳۷۱
- سلام سینما (محسن مخملباف) دستیار اول کارگردان و برنامه‌ریز ۱۳۷۳
- گبه (محسن مخملباف) دستیار اول کارگردان و برنامه‌ریز ۱۳۷۴
- موج مرده (ابراهیم حاتمی‌کیا) دستیار اول کارگردان، انتخاب بازیگر و بازی‌گردان ۱۳۷۸
- این زن حرف نمی‌زند (احمد امینی) انتخاب بازیگر ۱۳۸۱
- «چ» (ابراهیم حاتمی‌کیا) مشاور هنری کارگردان و مشاور فیلم‌نامه ۱۳۹۱

## فعالیت در تلویزیون
- سریال «بیداری» (نویسنده و کارگردان) شبکهٔ ۳ سیما. ۲۰ قسمت ۴۵ دقیقه‌ای. ۱۳۸۶ و ۱۳۸۷
- تله‌فیلم «همه‌ی افتادگان» (نویسنده و کارگردان). شبکهٔ ۴ سیما. ۹۰ دقیقه. ۱۳۹۰
- سریال «خاک سرخ» (ابراهیم حاتمی‌کیا) انتخاب بازیگر و بازی‌گردان. ۱۳۷۹ و ۱۳۸۰
- سریال «بیگانه‌ای میان ما» (احمد امینی) انتخاب بازیگر. ۱۳۸۲
- سریال «اولین شب آرامش» (احمد امینی) انتخاب بازیگر، مشاور فیلم‌نامه و مشاور پروژه. ۱۳۸۴و ۱۳۸۵

## فعالیت در سینمای مستند
- عروسک‌های کمس (نویسنده و کارگردان) ۱۳۷۳–۱۶ م.م. ۳۰ دقیقه
- چمر (نویسنده و کارگردان) ۱۳۷۳–۱۶ م.م. ۳۰ دقیقه
- دوبه (نویسنده و کارگردان) ۱۳۷۴–۱۶ م.م. ۳۰ دقیقه
- ایل من کرمانج (نویسنده و کارگردان) ۱۳۷۵–۱۶ م.م. ۳۰ دقیقه
- تعداد ۱۵ فیلم مستند-داستانی و گزارشی برای شبکه‌های اروپایی ۱۳۷۶ و ۱۳۷۷
- رؤیای ستاره (نویسنده و کارگردان) ۱۳۷۷ - بتاکم. ۲۲ دقیقه
- تا صبح شب یلدا (نویسنده و کارگردان) ۱۳۸۲- دی وی. ۲۶ دقیقه
- سروش (نویسنده و کارگردان) ۱۳۸۴–۱۷ دقیقه
- هوای تازه (نویسنده و کارگردان) ۱۳۸۲–۲۳دقیقه
- از سایه برون آی (نویسنده و کارگردان) ۱۳۹۲–۳۰دقیقه

- فیلم کوتاه «گیوتین» (نویسنده و کارگردان).انتخاب شده و نمایش در جشنواره کن ۲۰۰۲

## فعالیت در تئاتر
- نویسندگی و کارگردانی از سال ۱۳۶۷
- تدریس بازیگری و کارگردانی از سال ۱۳۷۱
- عضو پیشین گروه تئاتر بازی.